# Pleymo
Pleymo — французская ню-метал-группа. Появилась в 1997 году. Группа смешивает рэп и метал. Во Франции Pleymo решили стать первопроходцами стиля. Это было достаточно спорное решение, так как на почве бытового расизма французы, слушающие рэп, не любят людей, слушающих метал, и наоборот. Тексты Pleymo написаны в основном на французском, хотя иногда встречаются арабские и просто придуманные слова. Часть песен поётся на английском. Название группы и разноцветный имидж происходит от игрушечных человечков «Playmobil».

## История
История Pleymo началась в 1997 году в Париже. Первоначально группа называлась Pleymobil, состав 1997 года: Марк — вокал, Матиас — гитара, Бенуа — бас, Фред — ударные. Позже к ним присоединился DJ Франк, а место Маттиаса занял Эрик. В 1998 году название группы было изменено на Pleymo. На фоне всеобщего увлечения американским нью-металом, определилось и музыкальное направление коллектива.
В 1998 году был записан EP Pleymo. Выпустив его на виниле, группа хотела показать свой нестандартный подход к написанию музыки. С коммерческой точки зрения это оказалось невыгодно, но их заметил Стефан Крамер (Stephan Kraemer), продюсер группы Watcha.
Чтобы быстрее заявить о себе, Pleymo объединились с другими молодыми парижскими группами — Enhancer, Noisy Fate, AqME, и Wunjo. Это «творческое объединение» получило название Теам Nowhere. Совместные концерты и промоушн способствовали росту популярности, и у группы появилась свои поклонники.
В 1999 году Pleymo работали в студии. Запись и сведение дебютного альбома группы проходили в Бельгии, в студии Impulse Studio. В июне того же года Keckispasse был выпущен лейблом Wet Music, и за полтора года разошёлся тиражом в 10 000 копий, что для дебюта было весьма неплохим результатом. Почти сразу же начались интенсивные концертные туры в поддержку альбома. Кемар, совместно с другими участниками Team Nowhere записал общую песню объединения, которая так и называлась — «T.N.». Между тем, рост популярности коллектива привлёк к ним внимание крупных звукозаписывающих лейблов. В 2000 году музыканты заключают контракт с Epic Records.
В 2002 году вышел второй альбом Episode 2:Medecine Cake. Его продюсер Фабрис Лейни (Fabrice Leyni), известен по работе с рэперами NTM. Также в альбоме, в моде того времени, отметились музыканты из дружеских групп: Флав (Flaw) из Wunjo, Мартин (Martin) из Stereotypical Working Class и Боб (Bob) из Watcha. Вышел клип на песню «New Wave», который принёс Pleymo мировую известность. На концертах в Японии группа отметилась на одной сцене с Offspring и No Doubt.
В 2007 году Pleymo выступили в нескольких городах России: Москве, Санкт-Петербурге, Нижнем Новгороде, Ростове-на-Дону и в Краснодаре, после чего, отыграв ещё несколько концертов, группа распалась.
После 10 лет молчания, группа анонсировала ряд концертов в Европе, о чем сообщил вокалист группы Марк Мажори в социальных сетях. Одно из шоу прошло в Париже 23 марта 2018 года.

## Состав
- Марк Мажори (Marc «Kemar» Maggiori), р. 16 июня 1977 — вокал
- Бенуа Жюйяр (Benoit «B1» Julliard), р. 14 июля 1975 — бас
- Эрик Дёвийутрёй (Eric «Riko» Devilloutreys), р. 29 января 1978 — гитара
- Дэви Портелла (Davy «Vost» Portella), р. 26 октября 1975 — гитара
- Франк Байёй (Frank «Kefran» Bailleuil), р. 25 мая 1978 — диджей
- Фред Серодо (Fred «Burns» Ceraudo), р. 31 декабря 1976 — ударные

## Дискография

### Студийные альбомы
- 1998 — Demo Album (Keçkispasse)
- 1999 — Keçkispasse
- 2002 — Episode 2: Medecine Cake
- 2003 — Rock
- 2006 — Alphabet Prison

### Живые альбомы
- 2002 — (EP)Live